# Cage the Elephant
Cage the Elephant é uma banda de rock norte-americana, de Bowling Green, Kentucky, iniciada em 2006. Eles ganharam o Grammy Award para melhor álbum de rock duas vezes: em 2017 por Tell Me I'm Pretty e 2020 por Social Cues.

## História
Criada originalmente sob o nome Perfect Confusion, o Cage the Elephant teve destaque em sua apresentação no festival South by Southwest em 2007, recebendo proposta para assinar contrato com a gravadora EMI. Após a mudança dos integrantes para a Inglaterra, o grupo lançou seu primeiro álbum, homônimo, em 23 de junho de 2008. Cage the Elephant foi ganhando destaque através das músicas que ganharam posição nas paradas da Inglaterra e Estados Unidos. "Ain´t No Rest for the Wicked" chegou ao 32º lugar na UK Singles Chart, e "In One Ear" e "Back Against The Wall" alcançaram o topo da Billboard Alternative Songs.
Em 11 de janeiro de 2011 foi lançado Thank You, Happy Birthday, trazendo um outro lado da banda e o single "Shake Me Down", que já fazia um certo sucesso na internet e tinha posição na Billboard no fim de 2010 e que, até então, só havia sido lançada no YouTube. O novo álbum teve boas críticas e, quando lançado, atingiu o 1º lugar de álbuns mais baixados do iTunes e vendeu em torno de 39.000 cópias durante a primeira semana, colocando-o em segunda posição da Billboard 200.
Ganhou fama no Brasil após show no Lollapalooza, em abril de 2012, onde voltariam a se apresentar em 2014 e 2017.
A banda se reuniu no estúdio para gravar seu terceiro álbum de estúdio, Melophobia, no primeiro semestre de 2013. O título do álbum foi divulgado durante uma entrevista do vocalista Matt Shultz com o iHeartRadio durante o Lollapalooza 2013. A banda lançou um teaser do primeiro single "Come A Little Closer" no seu canal do YouTube no dia 1 de agosto. Também anunciou que a música na íntegra estrearia no dia 8 do mesmo mês, e seria disponibilizada para compra no iTunes no dia 13. O álbum foi lançado em 8 de outubro de 2013. A banda entrou em turnê com o Muse no outono.
No dia 7 de outubro de 2015, a banda anunciou em seu Twitter oficial que o novo álbum de estúdio, intitulado Tell Me I'm Pretty, chegaria no dia 18 de dezembro do mesmo ano. Em uma entrevista com a rádio americana 89X, o frontman da banda, Matt Shultz, anunciou que este quarto álbum traria músicas mais sombrias e reais em suas composições. O álbum seria produzido por Dan Auerbach, da banda americana de indie rock The Black Keys.
Em 30 de outubro de 2015, o single "Mess Around" foi lançado, atingindo primeiro lugar na Billboard. Em 26 de abril de 2016, o single "Trouble" foi lançado.
Em 26 de novembro de 2018, a banda anunciou em seu Twitter que seu novo álbum estava "Pronto. Mixado. Masterizado." Em 31 de janeiro, a banda lançou oficialmente "Ready To Let Go", o primeiro single de seu novo álbum Social Cues, o qual foi lançado em 19 de abril pela RCA Records.  Um videoclipe de "Ready to Let Go" dirigido por Matt Shultz também foi lançado em 31 de janeiro.

## Integrantes

### Formação atual
- Matt Shultz - vocal, guitarra (2006 - presente)
- Brad Shultz - guitarra, teclado (2006 - presente)
- Jared Champion - bateria, percussão (2006 - presente)
- Daniel Tichenor - baixo, backing vocal (2006 - presente)
- Nick Bockrath - guitarra, backing vocal (2017 - presente, membro de turnê 2013 - 2017)
- Matthan Minster - piano, teclado, guitarra, backing vocal (2017 - presente)

### Ex-membros
- Lincoln Parish - guitarra, teclado (2006 - 2013)

### Membros de turnê
- Dave Grohl - bateria (2011)
- Joe Tichenor - guitarra (2013 - 2014)
- Kyle Davis - bateria (2014)

## Discografia

### Álbuns de estúdio
- Cage the Elephant (2008)
- Thank You, Happy Birthday (2011)
- Melophobia (2013)
- Tell Me I'm Pretty (2015)
- Social Cues (2019)
- Neon Pill (2024)

### Álbuns ao vivo
- Live from the Vic in Chicago (2012)
- Unpeeled (2017)

### Singles
- "Free Love" (2007)
- "In One Ear" (2008)
- "Ain't No Rest For the Wicked" (2008)
- "In One Ear" (Relançamento) (2008)
- "Back Against The Wall" (2009)
- "Shake Me Down" (2010)
- "Around My Head" (2011)
- "Aberdeen" (2011)
- "Come a Little Closer" (2013)
- "Take It or Leave It" (2014)
- "Cigarette Daydreams" (2014)
- "Mess Around" (2015)
- "Cry Baby" (2016)
- "Trouble" (2016)
- "Cold Cold Cold" (2017)
- "Whole Wide World" (2017)
- "Ready To Let Go" (2019)
- "Social Cues" (2019)
- "House Of Glass" (2019)
- "Night Running" (2019)
- "Goodbye" (2019)
- "Neon Pill" (2024)
- "Out Loud" (2024)
- "Good Time" (2024)
- "Metaverse" (2024)